# 797 TCN
797 TCN là một năm trong lịch La Mã.